# Lungavilla
Lungavilla (Lungavila in dialetto oltrepadano) è un comune italiano di 2 406 abitanti della provincia di Pavia in Lombardia. 

## Geografia fisica

### Territorio
Si trova nella Pianura Padana dell'Oltrepò Pavese, tra i torrenti Coppa e Staffora ai piedi delle colline e del relativo Appennino.

### Clima
Lungavilla ha un clima continentale, più estremizzato rispetto al resto della Pianura Padana: maggiori escursioni termiche sia giornaliere sia annue. Gli inverni sono spesso rigidi e nevosi, con una media temperatura a +4 °C e una media neve sui 50 cm. Le estati sono calde e secche, con una temperatura media sui +30 °C e una piovosità quasi inferiore della metà rispetto al resto della Pianura Padana: è terra, infatti, di pochi temporali.

## Origini del nome
Il nome del comune, dall'evidente significato di "paese dalla forma allungata", risale al Regio Decreto n° 590 del 23 dicembre 1894. Prima di allora il paese si chiamava Calcababbio, toponimo nato probabilmente da un soprannome, derivante dal verbo calcare e dal termine dialettale babi che significa "rospo", animale molto diffuso nella zona. Lo stemma comunale infatti riporta un piede che calpesta un rospo. Tale nome venne poi cambiato perché giudicato indecoroso.
Secondo una leggenda, il nuovo nome fu ispirato da un'esclamazione del re Umberto I che, transitando per il paese, avrebbe esclamato: "Oh, che longa vila!".

## Storia
Le antiche origini di Calcababbio sono provate da tombe romane, che, insieme a vasi e a una preziosa urna cineraria, attualmente custodita presso il Museo di Arte Antica di Pavia, furono rinvenute presso la vecchia fornace Palli.
Le prime notizie di Calcababbio sono contenute in un documento del 1250, contenente un elenco di terre appartenenti al Ducato di Pavia. Dal XIII secolo apparteneva ai domini pavesi nell'Oltrepò, probabilmente aggregato alla podesteria di Voghera. Nel XIV secolo vi sorgeva una rocchetta appartenente ai Buscaglia di Voghera. Nel XV secolo fu infeudato ai Fregoso di Genova (signori anche di Rivanazzano), ma nel 1493 fu acquistato dal ministro ducale Bergonzio Botta, pavese, la cui famiglia da tempo aveva la signoria del vicino Branduzzo. In breve Calcababbio divenne il centro principale e sede del feudo, rimasto sempre ai Botta (dal 1613 Botta Adorno), che fu elevato a Marchesato nel 1663. I Botta furono consiglieri e ministri dapprima di Filippo Maria Visconti e poi di Francesco Sforza. Con la famiglia Botta si snoda la storia di Calcababbio durante il feudalesimo, il dominio asburgico, il periodo del Regno di Sardegna sino alla costituzione del Regno d´Italia, quando anche Branduzzo e Calcababbio, insieme con il vogherese, vengono aggregati alla Lombardia.
Nell'agosto 1836 una violenta epidemia di colera decimò la popolazione. Dopo un triduo di preghiera, voluto dal parroco Don G. B. Bellingeri e culminato in una processione con formulazione di voto perpetuo alla Madonna, l'epidemia ebbe fine. Ancora oggi, si ricorda l'evento con la solenne processione del 22 agosto, "Giornata del voto".
Nel 1859 anche il territorio di Calcababbio fu teatro dei sanguinosi scontri tra austriaci e alleati franco-piemontesi nella storica battaglia di Montebello.Fino a quando passò alla diocesi di Tortona, Calcababbio fu della diocesi di Piacenza.

### Simboli
Lo stemma e il gonfalone sono stati concessi con decreto del presidente della Repubblica del 14 ottobre 1970.
La composizione dello stemma riprende il vecchio e il nuovo toponimo: fino al 1894 il nome del paese era Calcababbio che assomiglia a calchér 'l babij ("schiacciare il rospo" nel dialetto dell'Oltepò Pavese) forse con il significato di bonificare e rendere produttiva una plaga selvatica; nell'altra partizione è raffigurata una veduta in prospettiva del paese.
Il gonfalone è un drappo trinciato d'azzurro e di bianco.

## Monumenti e luoghi d'interesse
Il comune di Lungavilla ospita una riserva gestita dal comune: il Parco Palustre di Lungavilla. È un'area di riserva naturale ad acque sorgive e con fauna e flora rigogliosa. Vi si praticano attività di pesca sportiva e amatoriale, birdwatching, percorso ciclabile e sentieri pedonali.

## Società

### Evoluzione demografica
Abitanti censiti

## Amministrazione
Da più di 40 anni guida il paese la lista civica Nuovo Comune - Insieme per Lungavilla.

## Sport
- Polisportiva UPOL Lungavilla[9]
- Calcio: G.S.G. Lungavilla[10], che milita nel campionato di prima categoria.
- Ciclismo: UPOL Bike Lungavilla e Pedale Lungavilla
- Pallavolo: ASD Volley Lungavilla, che milita nel campionato di serie D.